# Belgická monarchie
Belgická monarchie je konstituční, dědičná a lidová monarchie, jejíž úřadující panovník má titul krále nebo královny Belgičanů (nizozemsky: Koning(in) der Belgen, francouzsky: Roi / Reine des Belges, německy: König(in) der Belgier) a slouží jako hlava státu země. Od získání nezávislosti v roce 1830 vládlo sedm belgických monarchů.
Úřadující panovník, Filip, nastoupil na trůn 21. července 2013 po abdikaci svého otce.

## Původ
Když se Belgičané v roce 1830 osamostatnili, zvolil národní kongres jako formu vlády konstituční monarchii. Kongres hlasoval o této otázce dne 22. listopadu 1830 a podpořil monarchii 174 hlasy proti 13. V únoru 1831 Kongres nominoval Ludvíka, vévodu z Nemoursu, syna francouzského krále Ludvíka Filipa, ale mezinárodní úvahy Ludvíka Filipa odradily od přijetí této cti.
Po tomto odmítnutí dne 25. února 1831 národní kongres jmenoval Erasme-Louise, barona Surlet de Chokier belgickým regentem. Následně byl Leopold Sasko-Kobursko-Gothajský národním kongresem jmenován belgickým králem a dne 21. července přísahal věrnost Belgické ústavě před kostelem svatého Jakuba v Coudenberském paláci v Bruselu. Tento den se od té doby stal pro Belgii a její občany státním svátkem.

## Dědičná a konstituční
Jako dědičná konstituční monarchie se role a fungování belgické monarchie řídí ústavou. Královská kancelář krále je určena výhradně pro potomka prvního belgického krále Leopolda I.
Vzhledem k tomu, že je vázán ústavou (především všemi ideologickými a náboženskými hledisky, politickými názory a debatami a ekonomickými zájmy), má král působit jako arbitr a strážce belgické národní jednoty a nezávislosti.
Belgické království nikdy nebylo absolutní monarchií. V roce 1961 nicméně historik Ramon Arango napsal, že belgická monarchie není „skutečně konstituční“.

### Leopold I., Leopold II. a Albert I.
Král Leopold I. byl hlavou zahraničních věcí „jako monarcha ancien régime“, přičemž ministři zahraničí byli oprávněni jednat pouze jako ministři krále. Leopold I. se rychle stal jedním z nejdůležitějších akcionářů Société Générale de Belgique.
Leopoldův syn, král Leopold II., je připomínán především pro založení a kapitalizaci Svobodného státu Kongo jako osobního léna. Když byly zvěrstva ve Svobodném státě Kongo zveřejněny, došlo ke skandálu, což způsobilo převzetí svobodného státu belgickou vládou. Mnoho Konžanů bylo před reformami přímé belgické vlády zabito v důsledku politiky Leopolda v Kongu. Skandál Svobodného státu je ukazován v Muzeu Konga v Tervurenu v Belgii.

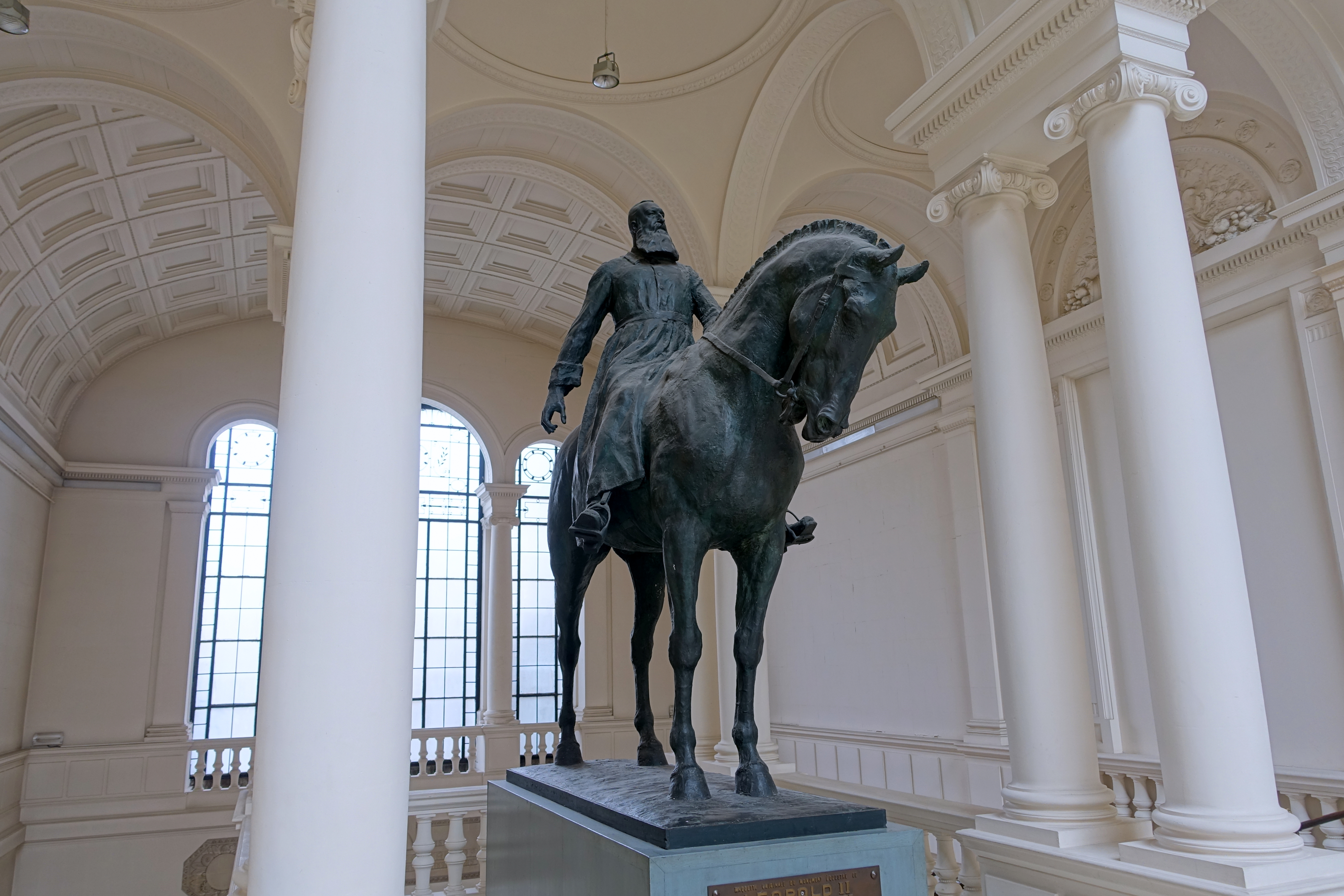
Jezdecká socha krále Leopolda II. v Bruselu v Belgii

Při několika příležitostech Leopold II. veřejně vyjádřil nesouhlas s vládnoucí vládou (např. 15. srpna 1887 a v roce 1905 proti premiérovi Auguste Beernaertovi) a byl Yvonem Gouetem obviněn z nedodržování parlamentního systému země.
Protože Leopold II. nezanechal žádné legitimní syny (jeho jediný syn Leopold zemřel v deseti letech), stal se jeho nástupcem jeho synovec Albert I.

### Leopold III. a Baudouin
V roce 1991, na konci vlády krále Baudouina, citoval senátor Yves de Wasseige, bývalý člen belgického ústavního soudu, čtyři body demokracie, které belgické ústavě chybí, protože podle belgické ústavy
1. král vybírá ministry,
2. král je schopen ovlivňovatt ministry, když s nimi hovoří o návrzích zákonů, projektech a nominacích,
3. král navrhuje zákony a
4. král musí souhlasit s jakoukoli změnou ústavy.

### Ústavní, politické a historické důsledky
Belgická monarchie byla od počátku konstituční monarchií, která byla vytvořena podle vzoru Spojeného království. Raymond Fusilier napsal, že belgický režim z roku 1830 byl také inspirován francouzskou ústavou Francouzského království (1791–1792), Deklarací nezávislosti Spojených států z roku 1776 a starými politickými tradicemi jak valonských, tak vlámských provincií. „Je třeba poznamenat, že všechny monarchie utrpěly období změn, v důsledku čehož byla omezena moc panovníka, ale tato období z větší části nastala před vývojem systému konstituční monarchie a byly kroky vedoucími k jejímu založení."

## Seznam králů Belgičanů
Hlavní článek: Seznam představitelů Belgie
Belgičtí monarchové původně patřili k rodu Sasko-Kobursko-Gothajských. Příjmení změnil Albert I. v roce 1920 na rod Belgičanů v důsledku protiněmeckého sentimentu.

## Titul
Správný titul belgického panovníka je spíše král Belgičanů než belgický král. Titul indikuje lidovou monarchii spojenou s obyvateli Belgie (tj. dědičnou hlavou státu; přesto ratifikovanou lidovou vůlí), spíše než s územím nebo státem. Latinský překlad belgického krále by byl Rex Belgii, což bylo od roku 1815 jméno nizozemského krále. Proto si separatisté, kteří založili Belgii, vybrali Rexa Belgaruma.
Belgie je jedinou existující evropskou monarchií, v níž následník trůnu nenastoupí na trůn bezprostředně po smrti nebo abdikaci svého předchůdce. Podle článku 91 belgické ústavy nastoupí dědic na trůn až složením ústavní přísahy před společným zasedáním obou komor parlamentu. Společné zasedání se musí konat do deseti dnů od smrti nebo abdikace předchozího panovníka. Nový belgický monarcha je povinen složit belgickou ústavní přísahu: „Přísahám, že budu dodržovat ústavu a zákony belgického lidu, zachovávat národní nezávislost a integritu území,“ která je vyslovena ve třech úředních jazycích: francouzsky, nizozemsky a německy.
Členové belgické královské rodiny jsou často známí pod dvěma jmény: nizozemským a francouzským. Například současný monarcha se nazývá „Philippe“ ve francouzštině a „Filip“ v nizozemštině; pátým králem Belgičanů byl „Baudouin“ ve francouzštině a „Boudewijn“ v nizozemštině.
Na rozdíl od titulu krále Filipa „král Belgičanů“ se princezna Elisabeth nazývá „belgická princezna“, protože titul „princ/ezna Belgičanů“ neexistuje. Je také vévodkyní brabantskou, což je tradiční titul dědice belgického trůnu. Tento titul předchází titulu „belgická princezna“.
V dalším úředním jazyce, němčině, jsou monarchové obvykle označováni svými francouzskými jmény. Totéž platí pro angličtinu a češtinu, s výjimkou Leopolda, kde je pro jednoduchost odstraněn přízvuk.
Kvůli první světové válce a výslednému silnému protiněmeckému sentimentu bylo příjmení v roce 1920 změněno ze Sasko-Kobursko-Gothajský na van België, de Belgique nebo von Belgien (dále jen „Belgický“), podle toho, který ze tří oficiálních jazyků země se zrovna používá (nizozemština, francouzština a němčina).

## Ústavní role

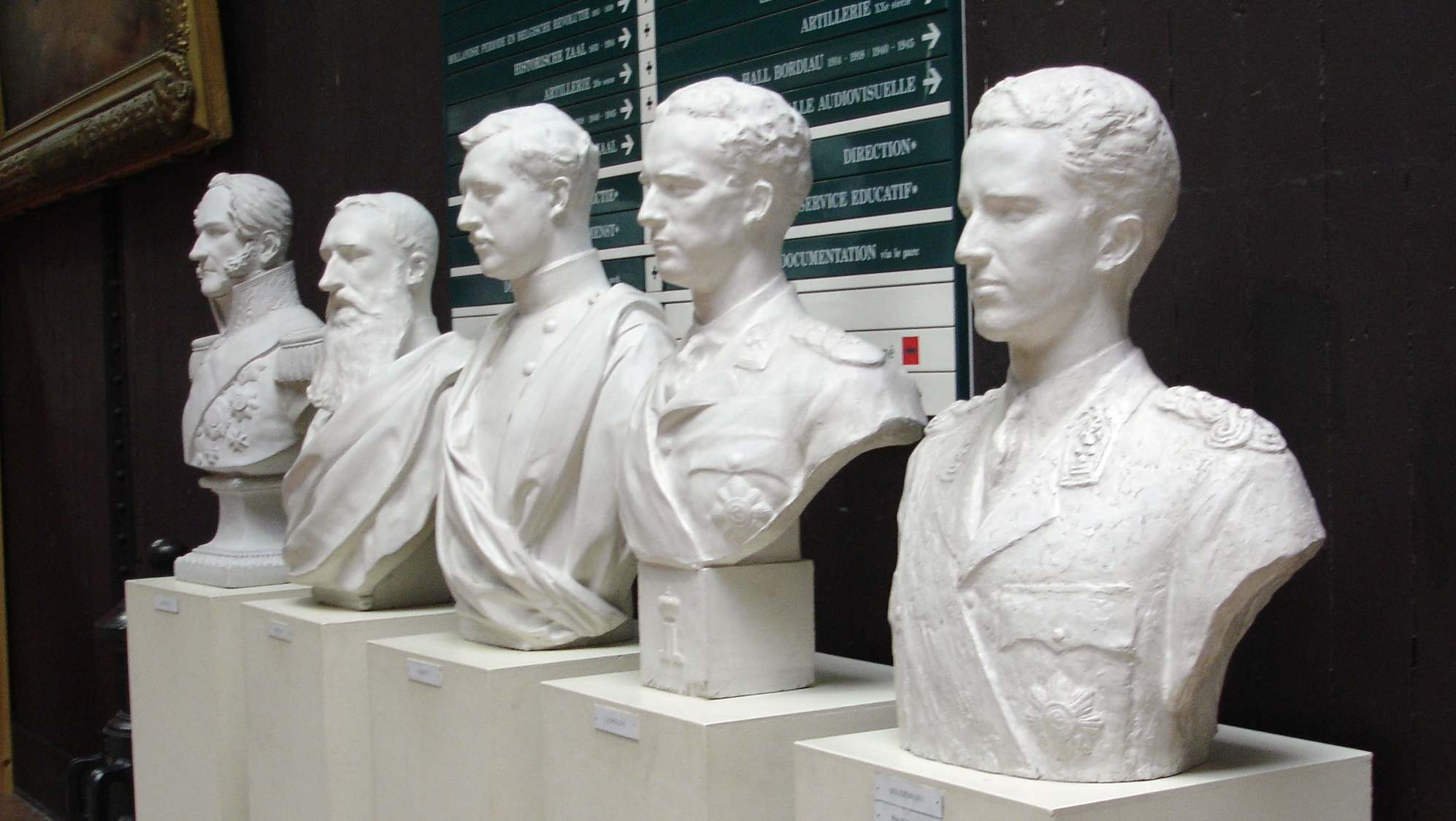
Busty prvních pěti králů Belgičanů

Belgická monarchie symbolizuje a udržuje pocit národní jednoty tím, že zastupuje zemi ve veřejných funkcích a na mezinárodních setkáních.
Článek 37 belgické ústavy svěřuje monarchovi „federální výkonnou moc“. Podle oddílu III tato pravomoc zahrnuje jmenování a odvolávání ministrů, provádění zákonů přijatých federálním parlamentem, předkládání návrhů zákonů federálnímu parlamentu a řízení mezinárodních vztahů. Panovník schvaluje a vyhlašuje všechny zákony přijaté parlamentem. V souladu s článkem 106 belgické ústavy je monarcha povinen vykonávat své pravomoci prostřednictvím ministrů. Jeho činy nejsou platné bez spolupodpisu odpovědného ministra, který tím přebírá politickou odpovědnost za dotyčný čin. To znamená, že federální výkonnou moc v praxi vykonává federální vláda, která je odpovědná Komoře zástupců v souladu s článkem 101 Ústavy.
Monarcha přijímá předsedu vlády v bruselském paláci nejméně jednou týdně a do paláce rovněž pravidelně svolává další členy vlády za účelem projednávání politických záležitostí. Během těchto setkání má monarcha právo být informován o navrhovaných vládních krocích, právo radit a právo varovat v jakékoli záležitosti, jak to bude považovat za vhodné. Monarcha také pořádá setkání s vůdci všech hlavních politických stran a řádnými členy parlamentu. Všechna tato setkání organizuje osobní politický kabinet panovníka, který je součástí Královské domácnosti.
Monarcha je také v souladu s belgickou ústavou jednou ze tří složek federální zákonodárné moci, společně se dvěma komorami federálního parlamentu: sněmovnou a senátem. Všechny zákony přijaté federálním parlamentem musí být podepsány a vyhlášeny panovníkem.

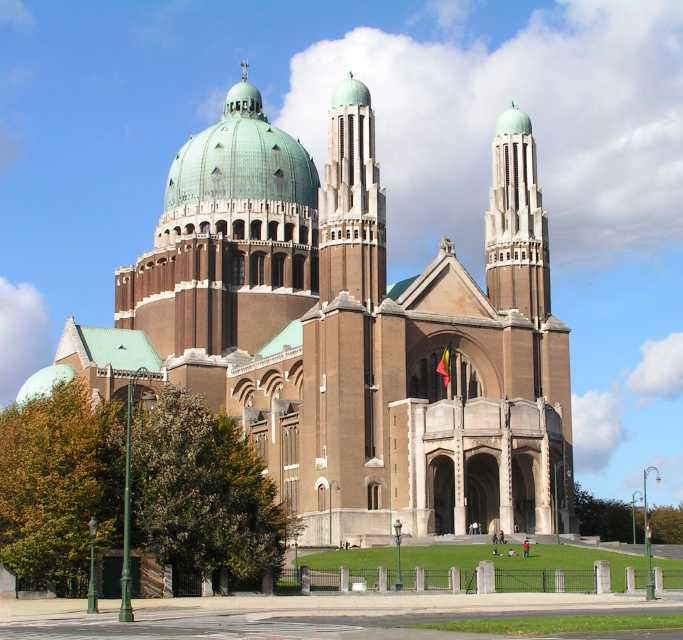
Bazilika Sacré-Cœur v Bruselu je národní bazilika Belgie.

Dříve měly děti krále od 18 let nárok na místo v senátu. Toto právo bylo zrušeno v roce 2014 v rámci šesté belgické státní reformy.

### Nedotknutelnost
Článek 88 belgické ústavy stanovuje, že „osoba krále je nedotknutelná, odpovědní jsou jeho ministři“. To znamená, že krále nelze stíhat, zatknout ani odsoudit za trestné činy, nelze ho předvolat k občanskému soudu a není odpovědný federálnímu parlamentu. Tato nedotknutelnost však byla považována za neslučitelnou s článkem 27 Římského statutu Mezinárodního trestního soudu, který stanovuje, že úřední způsobilost nezbavuje osobu trestní odpovědnosti.

### Tradice
Dvůr stále zachovává některé staré tradice, nejznámější je tradice, že vládnoucí král Belgičanů se stává kmotrem sedmého syna a královna kmotrou sedmé dcery. Dítě potom dostane jméno panovníka a dostane dar od paláce a městského purkmistra. Podobné tradice se váží s ruským carem a prezidentem Argentiny.

## Lidová podpora
Belgická monarchie má nižší míru podpory než jiné evropské monarchie a je často zpochybňována. Lidová podpora monarchie byla historicky vyšší ve Flandrech a nižší ve Valonsku. Ve Flandrech dominovala obecně pro-monarchistická katolická strana a později křesťanská socialistická strana, zatímco průmyslovější Valonsko více podporovalo belgickou dělnickou stranu a později socialistickou stranu. Například v referendu v roce 1950 Flandry většinově hlasovaly pro krále Leopolda III., zatímco Valonsko bylo do značné míry proti. V posledních desetiletích se však tyto role obrátily, protože se snížila religiozita ve Flandrech a král se považuje za ochranu země před (vlámským) separatismem a rozdělením země.

## Členové belgické královské rodiny
Členové královské rodiny mají titul belgického prince (princezny) s oslovením Královská Výsost. Před první světovou válkou používali jako členové rodu Wettinů další tituly: princ (princezna) ze Sasko-Kobursko-Gothajska a vévoda (vévodkyně) ze Saska.
Titul princ nebo princezna Belgický/á je specifický šlechtický titul v rámci belgické šlechty vyhrazený pro členy belgické královské rodiny. Původně královský výnos ze dne 14. března 1891 rezervoval tento titul pro všechny osoby pocházející z přímé mužské linie krále Leopolda I. Královský výnos také automaticky udělil titul princeznám, které se k belgické královské rodině připojily sňatkem s belgickým princem. Tato královská vyhláška byla pozměněna královskou vyhláškou ze dne 2. prosince 1991, která vyhradila titul přímým mužským a ženským potomkům Alberta II. Královská vyhláška ze dne 12. listopadu 2015 zveřejněná v belgickém úředním věstníku dne 24. listopadu 2015 zrušila výše zmíněnou královskou vyhlášku z roku 1991 a omezuje nové udělení tohoto titulu na děti a vnoučata vládnoucího panovníka a na děti a vnoučata korunního prince nebo princezny. Manželovi nebo manželce belgického prince nebo princezny již není automaticky udělen titul, ale stále mu může být udělen titul královským výnosem na individuálním základě. Před tím měli všichni potomci Alberta II. nárok na titul prince nebo princezny.
JV král Filip (narozený 15. dubna 1960) je král Belgičanů. Oženil se 4. prosince 1999 s Jonkvrouwe Mathilde d'Udekem d'Acoz, které byl den před svatbou udělen titul a oslovení JkV princezna Mathilde Belgická, poté také, jako manželka vévody z Brabantu, dostala titul vévodkyně z Brabantu, a od 21. července 2013 se stala královnou Belgičanů. Je dcerou zesnulého Patricka d'Udekem d'Acoz (před svatbou udělen titul hraběte) a jeho manželky hraběnky Anny Marie Komorowské. Mají čtyři děti:
- JkV princezna Elisabeth, vévodkyně z Brabantu, která zdědí trůn po svém otci v důsledku dědického aktu z roku 1991, který ustanovil absolutní (genderově neutrální) primogenituru a změnil pořadí nástupnictví z „nejstaršího syna“ na „nejstarší dítě“.
- JkV princ Gabriel Belgický
- JkV princ Emmanuel Belgický
- JkV princezna Eléonore Belgická

### Ostatní členové královské rodiny
- JV král Albert II. (narozen 6. června 1934). Králem byl od roku 1993 (po smrti svého bratra krále Baudouina) do 21. července 2013, belgického národního dne, kdy kvůli špatnému zdravotnímu stavu abdikoval ve prospěch svého syna Filipa, vévody z Brabantu. Dne 2. července 1959 se v Bruselu oženil s Donnou Paolou Ruffo di Calabria (narozenou 11. září 1937), která se stala belgickou princeznou, princeznou z Lutychu a po roce 1993 se stala královnou Belgičanů. Je dcerou Fulca VIII., prince Ruffa di Calabria, 6. vévody z Guardie Lombardaie (1884–1946) a jeho manželky Luisy Gazelli dei Conti di Rossana e di Sebastiano (1896–1989). Společně mají tři děti, současného krále (viz výše), dceru a dalšího syna:
  - Její císařská a královská Výsost princezna Astrid, arcivévodkyně Rakouská Este (narozená 5. června 1962). Je manželkou belgického prince Lorenza, arcivévody Rakouského Este, za kterého se provdala dne 22. září 1984 a kterému byl v roce 1995 udělen titul belgický princ. Princezna Astrid se svými vlastními potomky, je před svým bratrem Laurentem v pořadí nástupnictví na belgický trůn kvůli výše uvedenému dědickému aktu z roku 1991. Mají pět dětí:
    - Jeho císařská a královská Výsost princ Amedeo Belgický, arcivévoda Rakouský Este. Dne 5. července 2014 se oženil s Elisabettou Marií Rosboch von Wolkenstein. Mají dvě dcery a jednoho syna:
      - Její císařská a královská Výsost arcivévodkyně Anna Astrid Rakouská Este
      - Jeho císařská a královská Výsost arcivévoda Maxmilián Rakouský Este
      - Její císařská a královská Výsost arcivévodkyně Alix Rakouská Este

    - Její císařská a královská Výsost princezna Maria Laura Belgická, arcivévodkyně Rakouská Este. Dne 10. září 2022 se provdala za Williama Isvyho.
    - Jeho císařská a královská Výsost princ Joachim Belgický, arcivévoda Rakouský Este
    - Její císařská a královská Výsost princezna Luisa Maria Belgická, arcivévodkyně Rakouská Este
    - Její císařská a královská Výsost princezna Laetitia Marie Belgická, arcivévodkyně Rakouská Este

  - JkV princ Laurent Belgický (narozen 19. října 1963). Dne 12. dubna 2003 se oženil s anglickou belgickou geodetkou Claire Coombsovou, které byl 11 dní před svatbou udělen titul a oslovení JkV princezna Claire Belgická. Mají jednu dceru a dva syny:
    - JkV princezna Louise Belgická
    - JkV princ Nicolas Belgický
    - JkV princ Aymeric Belgický

  - JkV princezna Delphine Belgická (narozená 22. února 1968). Je nemanželskou dcerou krále Alberta II. a jeho bývalé milenky, baronky Sybille de Selys Longchamps. Poté, co v roce 2020 vyhrála soud o otcovství, byla spolu s jejími dětmi rozhodnutím soudu ze dne 1. října 2020 povýšena na belgického prince/princeznu. S Jamesem O'Harem je ve vztahu od roku 2000. Mají jednu dceru a jednoho syna:
    - JkV princezna Joséphine Belgická
    - JkV princ Oscar Belgický

### Ostatní potomciLeopolda III.
- JkV Henri, velkovévoda Lucemburský (narozen 16. dubna 1955). Je nejstarším synem velkovévody Jeana a belgické princezny Josefíny Šarloty Belgické, sestry králů Baudouina a Alberta II. a tety krále Filipa.
- JkV princezna Marie-Christine, paní Gourgues (narozená 6. února 1951). Je nejstarší dcerou Leopolda III. a Lilian, princezny z Réthy, nevlastní sestra králů Baudouina a Alberta II. a nevlastní teta krále Filipa. Její první manželství s Paulem Druckerem (Toronto, Ontario, 1. listopadu 1937 – 1. dubna 2008) v Coral Gables v okrese Miami-Dade na Floridě, 23. května 1981, trvalo 40 dní (ačkoli do roku 1985 nebyli formálně rozvedeni); následně se dne 28. září 1989 provdala za Jean-Paul Gourgese v Los Angeles v Kalifornii.
- JkV princezna Marie-Esméralda, lady Moncada (narozená 30. září 1956). Je nejmladší dcerou Leopolda III. a Lilian, princezny z Réthy, nevlastní sestra králů Baudouina a Alberta II. a nevlastní teta krále Filipa. Princezna Marie-Esméralda je novinářka, píše pod jménem Esméralda de Réthy. Vdala se za sira Salvadora Moncadu, hondurasko-britského farmakologa, v Londýně dne 4. dubna 1998. Mají dceru Alexandru Leopoldine (narozenou v Londýně dne 4. srpna 1998) a syna Leopolda Daniela (narozeného v Londýně dne 21. května 2001).Král Albert a královna Alžběta v modlitbě za Naší Paní z Laekenu, obraz zobrazující katolickou víru královského domu.

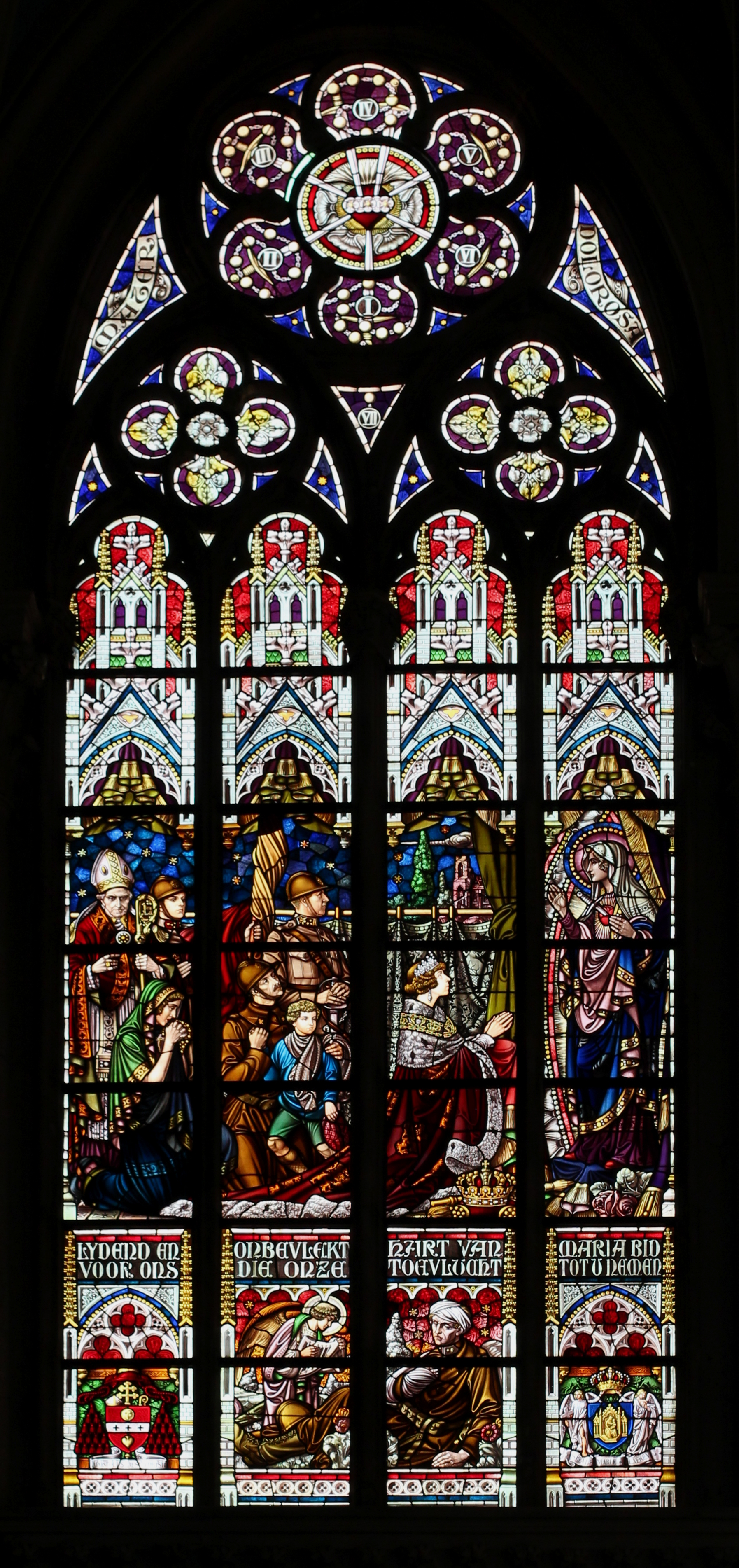
Král Albert a královna Alžběta v modlitbě za Naší Paní z Laekenu, obraz zobrazující katolickou víru královského domu.

## Zemřelí členové
- Korunní princ Ludvík-Filip (nejstarší syn Leopolda I., zemřel v roce 1834)
- Královna Luisa Marie (druhá manželka Leopolda I., zemřela v roce 1850)
- Král Leopold I. (druhý syn prince Františka, zemřel v roce 1865)
- Císař Maximilián I. Mexický (manžel princezny Charlotte, dcery Leopolda I., zemřel v roce 1867)
- Princ Leopold, vévoda z Brabantu (nejstarší syn Leopolda II., zemřel v roce 1869)
- Princezna Joséphine Marie (druhá dcera prince Filipa, třetího syna Leopolda I., zemřela v roce 1871)
- Korunní princ Rudolf Rakouský (první manžel princezny Štěpánky, dcery Leopolda II., zemřel v roce 1889)
- Princ Baudouin (nejstarší syn prince Filipa, třetí syn Leopolda I., zemřel v roce 1891)
- Královna Marie Jindříška (manželka Leopolda II., zemřela v roce 1902)
- Princ Filip, hrabě z Flander (třetí syn Leopolda I., zemřel v roce 1905)
- Král Leopold II. (druhý syn Leopolda I., zemřel v roce 1909)
- Princezna Marie, hraběnka z Flander (vdova po knížeti Filipovi, třetím synu Leopolda I., zemřela v roce 1912)
- Princ Karel Anton Hohenzollern (manžel princezny Josefíny Karolíny, sestry Alberta I., zemřel v roce 1919)
- Princ Filip Sasko-Kobursko-Gothajský, vévoda Saský (manžel princezny Louise, dcery Leopolda II., zemřel v roce 1921)
- Princezna Louisa Sasko-Kobursko-Gothajská, vévodkyně Saská (nejstarší dcera Leopolda II., zemřela v roce 1924)
- Princ Viktor Bonaparte (manžel princezny Klementiny, dcery Leopolda II., zemřel v roce 1926)
- Císařovna Charlotta Mexická (nejstarší dcera Leopolda I., zemřela v roce 1927)
- Princ Emmanuel, vévoda z Vendôme a Alençon (manžel princezny Henriety, sestry Alberta I., zemřel v roce 1931)
- Král Albert I. (nejmladší syn prince Filipa, třetího syna Leopolda I., zemřel v roce 1934)
- Královna Astrid (první manželka Leopolda III., zemřela v roce 1935)
- Korunní princezna Štěpánka Rakouska, princezna Lónyai de Nagy-Lónya (nejstarší dcera Leopolda II., zemřela v roce 1945)
- Kníže Elemér Lónyay de Nagy-Lónya (vdovec po princezně Štěpánce, dceři Leopolda II., zemřel v roce 1946)
- Princezna Henrietta, vévodkyně z Vendôme a Alençon (nejstarší dcera prince Filipa, třetího syna Leopolda I., zemřela v roce 1948)
- Klementina Bonaparte (nejmladší dcera Leopolda II., zemřela v roce 1955)
- Princezna Josefína Karolína Hohenzollern (třetí dcera prince Filipa, syna Leopolda I., zemřela v roce 1958)
- Královna Alžběta (vdova po Albertu I., zemřela v roce 1965)
- Král Umberto II. Italský (manžel princezny Marie Josefy, dcery Alberta I., zemřel v roce 1983)
- Princ regent Karel, hrabě z Flander (druhý syn Alberta I., zemřel v roce 1983)
- Král Leopold III. (nejstarší syn Alberta I., zemřel v roce 1983)
- Král Baudouin I. (nejstarší syn Leopolda III., zemřel v roce 1993)
- Královna Marie Josefa (nejstarší dcera Alberta I., zemřela v roce 2001)
- Lilian, princezna z Réthy (druhá manželka Leopolda III., zemřela v roce 2002)
- Velkovévodkyně Josefína Šarlota Lucemburská (nejstarší dcera Leopolda III., zemřela v roce 2005)
- Princ Alexandr (třetí syn Leopolda III., zemřel v roce 2009)
- Královna Fabiola (vdova po Baudouinovi I., zemřela v roce 2014)
- Velkovévoda Jan Lucemburský (vdovec po princezně Josefíně Šarlotě, dceři Leopolda III., zemřel v roce 2019)

## Královské choti
- Princezna Louisa Orleánská (druhá manželka krále Leopolda I.)
- Arcivévodkyně Marie Jindříška Rakouská (manželka krále Leopolda II.)
- Vévodkyně Alžběta Bavorská (manželka krále Alberta I.)
- Princezna Astrid Švédská (první manželka krále Leopolda III.)
- Mary Lilian Baels (druhá manželka krále Leopolda III.)
- Doña Fabiola de Mora y Aragón (manželka krále Baudouina)
- Donna Paola Ruffo di Calabria (manželka krále Alberta II.)
- Jonkvrouwe Mathilde d'Udekem d'Acoz (manželka krále Filipa)